# Lobelia corniculata
Lobelia corniculata är en klockväxtart som beskrevs av Mats Thulin. Lobelia corniculata ingår i släktet lobelior, och familjen klockväxter. Inga underarter finns listade i Catalogue of Life.